# Котюжани (станція)
Котюжа́ни — проміжна залізнична станція Жмеринській дирекції Південно-Західної залізниці на неелектрифікованій лінії Жмеринка — Могилів-Подільський між станціями Копай (13 км) та Немерчі (12 км). Розташована біля селища Котюжани та села Обухів Могилів-Подільського району Вінницької області.

## Історія
Станція відкрита 1892 року, одночасно з відкриттям руху на залізничній лінії Жмеринка — Могилів-Подільський. Проєктна назва станції — Обухово.

## Пасажирське сполучення
На станції Котюжани зупиняються приміські поїзди Жмеринка — Могилів-Подільський та поїзд міжнародного сполучення № 351/352 сполученням Київ — Кишинів.
Раніше через станцію курсував регіональний поїзд «Подільський експрес» сполученням Київ — Могилів-Подільський (наразі скасований).